# Aegilops geniculata
Aegilops geniculata é uma espécie de planta com flor pertencente à família Poaceae. 
A autoridade científica da espécie é Roth, tendo sido publicada em Botanische Abhandlungen 45. 1787.
Os seus nomes comuns são egilope-dobrada ou trigo-de-perdiz.

## Portugal
Trata-se de uma espécie presente no território português, nomeadamente em Portugal Continental.
Em termos de naturalidade é nativa da região atrás indicada.

## Protecção
Não se encontra protegida por legislação portuguesa ou da Comunidade Europeia.